# Antoine Coysevox
Antoine Coysevox (Lyon, 29 de setembro de 1640 - Paris, 10 de outubro de 1720) foi um escultor da França.
Estudou com Louis Lerambert e fazendo cópias de obras clássicas. Fixou-se em Paris, onde recebeu encomendas oficiais, como peças para a fachada dos Invalides, e foi admitido na Academia Real de Pintura e Escultura. Também fez vários trabalhos para o Palácio de Versalhes e o Château de Saint-Cloud, além de monumentos fúnebres. Tornou-se apreciado pela semelhança que emprestava aos retratos, deixando grande número de peças neste gênero. Nicolas Coustou e Guillaume Coustou foram seus alunos.

## Referências

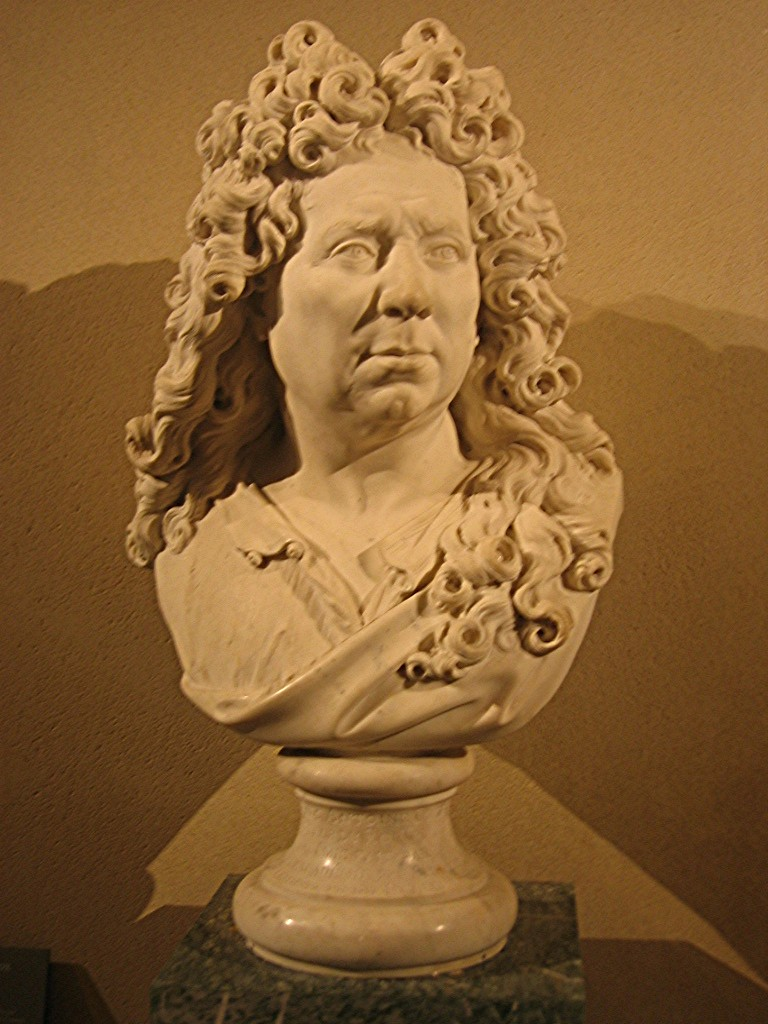
Autorretrato, Louvre